# Ichthyscopus insperatus
Ichthyscopus insperatus is een straalvinnige vissensoort uit de familie van sterrenkijkers (Uranoscopidae). De wetenschappelijke naam van de soort is voor het eerst geldig gepubliceerd in 1960 door Mees.